# Christopher Wallace, Jr.
Christopher Jordan "C.J." Wallace, Jr., född 29 oktober 1996, är en amerikansk skådespelare och rappare. Han är son till den avlidne hiphopartisten The Notorious B.I.G. och R&B sångaren Faith Evans.

## Karriär
Christopher Wallace gjorde sin filmdebut 2009 i The Notorious B.I.G. biografiska film, Notorious, som utspelar sig 1984. I filmen spelar han en yngre version av sin far, där han växer upp i Clinton Hill i Brooklyn.
Han finns även med i soundtracket till Notorious där han rappar en remix av "One More Chance" med sin far.